# Palacio de Val
El palacio de Val es un château francés del siglo XVII de estilo clásico en la comuna de Saint-Germain-en-Laye, en el extremo norte de la Grande Terrasse, en el departamento de Yvelines y la región de Île-de-France. Originalmente fue un pabellón de caza construido para el rey Enrique IV, ampliado y renovado por el arquitecto Jules Hardouin-Mansart para Luis XIV.
Hacia mediados del XVIII siglo, pasó a manos de varias familias, los Beauveau-Craon y los Noailles, luego fue donado en 1927 a la Sociedad de Socorros mutuos de miembros de la Legión de Honor y a partir de 2021 es gestionado por el grupo  "Les Hôtels (très) particuliers" (Hoteles (muy) especiales), bajo la marca "Les Maisons de campagne" (Casas de campo), toma el nombre comercial de la Maison du Val.

## Historia
Construido para Henri IV, fue originalmente uno de los muchos pabellones de caza en el bosque de Saint-Germain, como el pabellón La Muette construido originalmente para Francisco  I. Sabemos que Louis XIII, dada su delicada salud, lo aprovechó como lugar de paseo al que le gustaba ir. Fue él, además, quien lo hizo restaurar, en mayo de 1643. Vino allí por última vez unas semanas antes de su muerte. Contrariamente a lo que a veces se indica, no fue aquí donde nació su hijo en 1638, el futuro Louis XIV, sino en el Château Neuf de Saint-Germain-en-Laye.
Fue durante la primera mitad del reinado de Louis XIV que inició una segunda vida. El rey buscaba un lugar de residencia seguro, pero al mismo tiempo cercano a París, ligado para él a los disturbios de la Fronda que lo traumatizaron durante los primeros años de su reinado. El 22 de enero de 1666, dos días después de la muerte de la Reina Madre, Ana de Austria, Louis XIV decide abandonar París y hace de Saint-Germain-en-Laye, donde nació, su principal lugar de residencia. No dejará definitivamente Saint-Germain rumbo a Versalles hasta abril de 1682.
Ya en 1673, planeó transformarlo. Fue a partir de esta fecha que amplió los jardines y el entorno entre el propio relevo y el octágono que remata la Grande Terrasse . Pero fue hacia 1675 cuando, por orden de Louis XIV, Jules Hardouin-Mansart sustituye la “simple casa del Val” por un pequeño castillo que completa el desarrollo de este callejón-paseo que constituye la Gran Terraza y donde el rey podía encontrar descanso y soledad.
Para Louis XIV, esta construcción relativamente modesta fue una oportunidad para probar el talento de Hardouin-Mansart, entonces de apenas 30 ans, a quien nombró primer arquitecto en 1681 y superintendente de sus edificios en 1699.

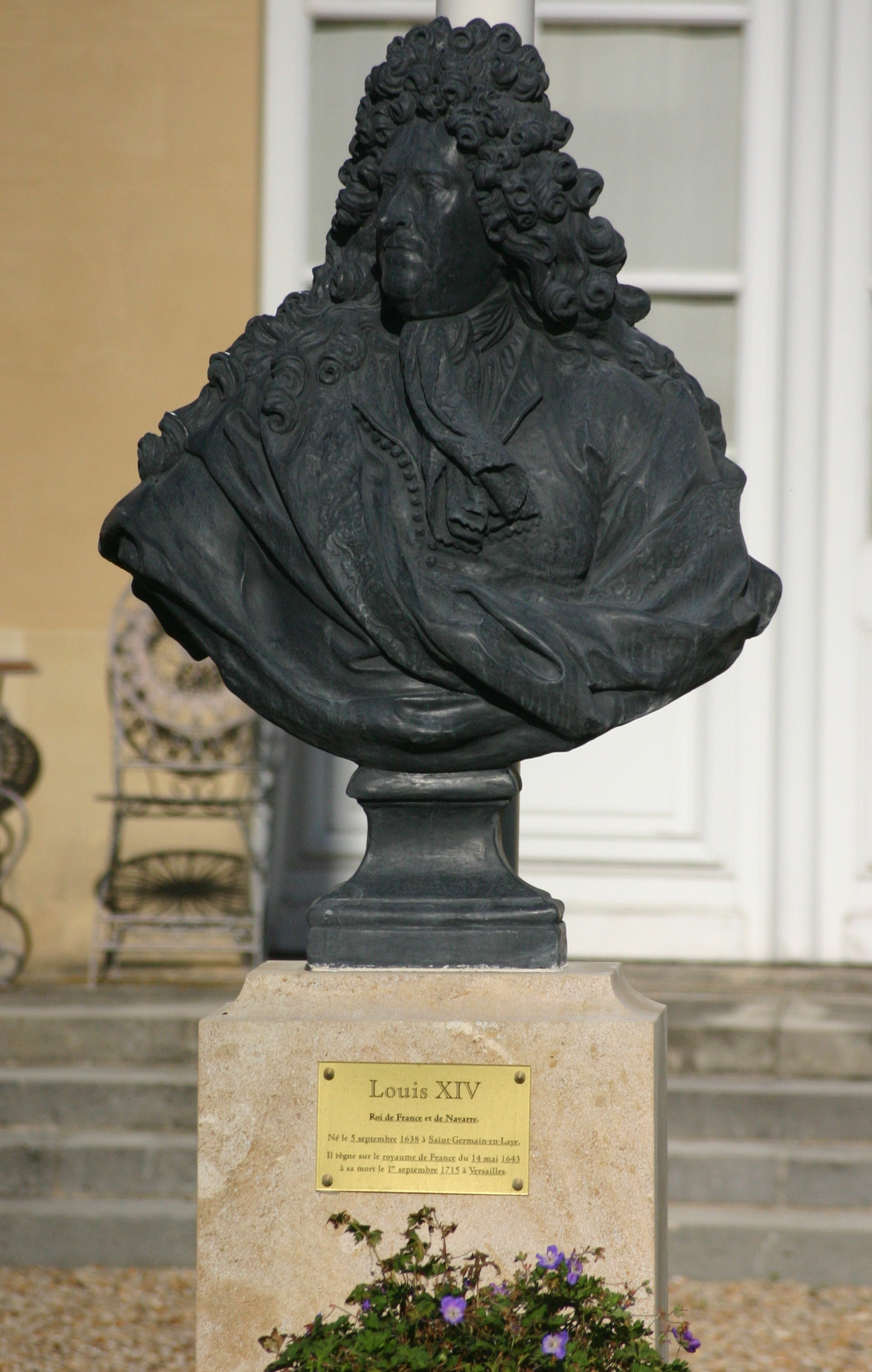
Busto de Louis XIV ubicado en el patio del Château du Val.

Sus trabajos de renovación, para convertirlo en un pequeño castillo, comenzaron en 1674 o 1675. Los planos se conocen por documentos conservados en el Departamento de Grabados de la Biblioteca Nacional. El estado del castillo hacia el final del reinado de Louis XIV es conocido por una encuesta publicada por Jean Mariette en L'Architecture française, 1727. Es el tipo perfecto de casa de campo en planta baja, que se extenderá durante el siglo XVIII. En el interior, el vestíbulo central distribuye a la izquierda un apartamento completo para el rey ya la derecha cuatro salas de estar agrupadas en torno a una estufa común.
Las cuentas de los Edificios del Rey mencionan gastos en "el nuevo edificio del Val" en 1675 y 1676, incluidos los pagos a los escultores Martin Desjardins y Étienne Le Hongre. En cambio, entre 1679 y 1680, sólo se trata de la máquina construida por el ingeniero Arnold de Ville y el carpintero Rennequin Sualem para sacar las aguas del Sena del molino de Pallefour, a la altura del Château. Esta máquina, que presagia la de Marly, permitió en particular suministrar agua a los jardines del Val, que habrían sido diseñados por André Le Nôtre.
El traslado definitivo de la corte a Versalles en 1682 supuso su abandono, cuya importancia estaba ligada a la de Saint-Germain-en-Laye. Este abandono se mantuvo casi total hasta que el Príncipe Charles-Juste de Beauvau-Craon, futuro Mariscal de Francia, vino a vivir allí a mediados del XVIII. Lo hizo transformar alrededor de 1776 por el arquitecto Galland, probablemente Nicolas Galland. La casa se elevó con una planta abuhardillada y se construye un nuevo edificio principal al sur. Los jardines están tratados como un parque inglés, quizás por Hubert Robert, lo que se confirma con la descripción muy crítica que hace el jardinero escocés Thomas Blaikie. En 1778, el Príncipe de Beauvau recibió a Benjamin Franklin.
Tras la desaparición del Príncipe de Beauvau, que murió tranquilamente en su lecho en 1793 en medio del Terror, pasó a manos de su hija de su primer matrimonio, Anne-Louise-Marie, duquesa de Mouchy por su matrimonio con Philippe -Louis de Noailles. Entró así en la familia Noailles.
Se transformó una vez más a partir de 1855 para Achille Fould. Aquí nació Henriette Goldschmidt (1800-1870), esposa del ministro de Napoléon tercero Los jardines fueron remodelados por el paisajista Louis-Sulpice Varé y la lechería fue construida en este momento o más tarde en la segunda mitad del siglo XIX.
Al llegar el siglo XX, se creó un parterre regular frente al ala sur. En 1927, parte del parque fue subdividido y el resto del predio, reducido a tres hectáreas y media, fue entregado a la Sociedad de Socorros Mutuos de los Miembros de la Legión de Honor (SMLH). Entre 1935 y 1939 hizo reconstruir las dependencia. Se convirtió en residencia de los miembros de la Legión de Honor.

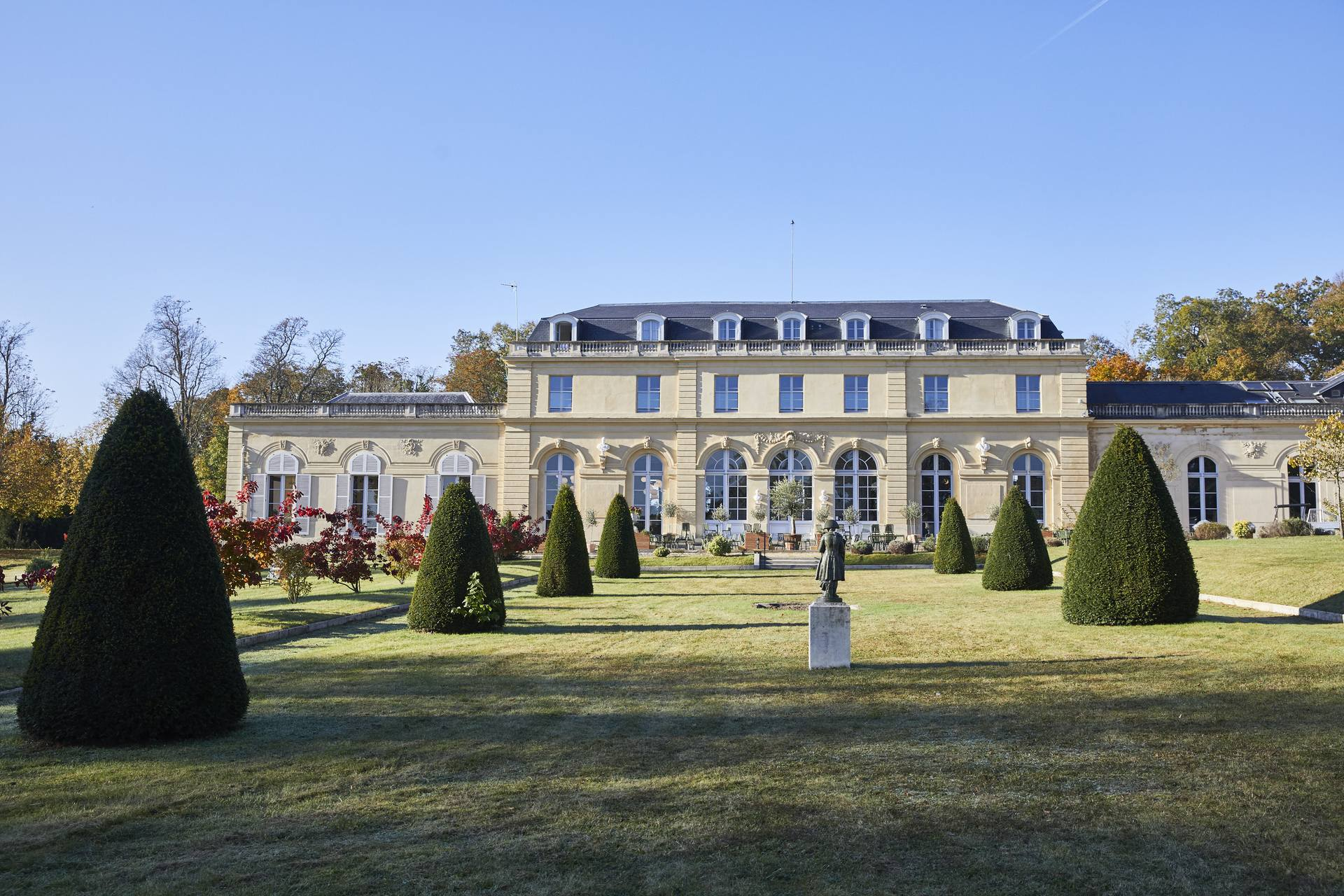

En 2010, el SMLH lo transformó en un hotel de tres estrellas, que también puede albergar seminarios y otros eventos.
En septiembre de 2017, el último miembro residente permanente de la Legión de Honor lo abandonó.
En 2021, el grupo Los hoteles (muy) especiales lo transforma en un hotel de cuatro estrellas de la marca Casas de campo.

## Arquitectura
Sólo uno de los cuatro salones de la planta baja ha conservado su decoración XVII. El resto de la decoración data de la obra realizada por el Príncipe de Beauvau en el siglo XVIII “Muchas carpinterías de ventanas, de notable calidad, han conservado la flor de lis original."
La lechería, que data de después de 1850, está hecha de sillería cubierta con un revestimiento que imita al ladrillo con hiladas alternas.

## Protección
El castillo y sus dependencias se encuentran en un sitio clasificado en 1944.
El castillo, excluyendo las dependencias, está catalogado como monumento histórico desde el 21 junio de1991.  Las fachadas y cubiertas del castillo (siempre a excepción de las dependencias) están catalogadas como monumentos históricos desde el 5 de julio de 1993.